# Тип 26 Коломенского завода
Товарные паровозы заводского типа 26 и с осевой формулой 0-3-0 были выпущены Коломенским заводом в 1881 году и в следующем году были переданы заказчику — Закавказской железной дороге. Всего было построено 55 локомотивов; инвентарная стоимость каждого паровоза вместе с тендером составила 34 700 рублей.
Конструкция паровозов типа 26 была основана на конструкции паровозов типа 13, в том числе сохранены инжекторы системы Шау, но площадь колосниковой решётки была увеличена до 1,663 м³. В котле находилась 171 дымогарная труба длиной 166 дюймов (4216 мм) и наружным диаметром 2 дюйма (50,8 мм).
На дороге локомотивы получили серию Е и номера 171—225, после чего стали эксплуатироваться на только что построенной трассе Тифлис — Баку. К 1 мая 1917 года из паровозов заводского типа 26 остались 34 штуки; им была присвоена новая серия Т и номера 9709—9711, 9713—9727, 9729—9744.